# Bertalan Pór
Dans le nom hongrois Pór Bertalan, le nom de famille précède le prénom, mais cet article utilise l’ordre habituel en français Bertalan Pór, où le prénom précède le nom.
Bertalan Pór, né le 4 novembre 1880 à Babiná et mort le 29 août 1964 à Budapest, est un peintre hongrois.

## Biographie
D'une famille juive, il suit une première formation artistique à l'université hongroise des beaux-arts de Budapest. En 1900, il étudie à Munich auprès de Gabriel von Hackl à l'École royale des arts appliqués de Munich, puis auprès de Simon Hollósy à la colonie de peintres de Nagybánya. En 1906, il part avec Róbert Berény suivre les cours de Jean-Paul Laurens à l'Académie Julian et fréquente le salon de Gertrude Stein. Il doit à cette époque ses influences à Henri Matisse, Paul Gauguin, Paul Cézanne, et plus particulièrement à Ferdinand Hodler.
En 1908, il participe à l'exposition du cercle des impressionnistes et naturalistes hongrois. En 1907, il co-fonde avec sept autres artistes le groupe Les Huit. En 1914, une exposition est prévue à Vienne à la Künstlerhaus Wien mais ses œuvres y sont refusées ;  Pór organise alors avec Róbert Berény une contre-exposition au Kunstsalon Brüko. Lors de l'Exposition universelle de 1915 intitulée Panama–Pacific International Exposition, les peintres allemands et autrichiens n'étaient initialement pas invités, mais l'agent artistique John Nilsen Laurvik parvient à envoyer 500 œuvres d'artistes hongrois, dont 72 de Pór. Mais dès leur arrivée, les œuvres sont saisies comme biens appartenant à l'ennemi ; cette collection ne reviendra en Hongrie que dans les années 1920 et incomplète. Durant la Première Guerre mondiale, Pór est mobilisé et travaille comme peintre de bataille.
En 1918, il participe à la révolution hongroise, occupe, comme Berény, un poste officiel lors de la République des conseils et est à l'origine d'une des affiches les plus connues de cette période : «Világ Proletárjai Egyesüljetek! » (Prolétaires de tous les pays, unissez-vous !). Après la chute de la république, les actions de répression de la Terreur blanche le forcent à fuir en Tchécoslovaquie où il s'installe à Piešťany ; il ne reverra la Hongrie qu'en 1948. Il voyage alors en France, en Italie et en 1935 en Union soviétique où il reste six mois. Il illustre à cette époque les livres de Gyula Illyés und Sándor Gergely (hu).
En raison de la crise des Sudètes, il part pour Paris en 1938. Il survivra à la persécution des juifs lors de l'Occupation. Après la Libération de Paris, il refonde avec Ervin Marton et György Bölöni l'Institut hongrois de Paris. En 1948, il retourne en Hongrie, devenue république populaire de Hongrie et est nommé professeur à l'université hongroise des beaux-arts. Durant les quinze années suivantes, son œuvre s'oriente vers le réalisme socialiste. En 1953, il réalise un portrait de Staline qui paraît dans la nécrologie écrite par le philosophe communiste Victor Stern (de) du journal Aufbau (de). En 1949 et en 1951, il reçoit le prix Kossuth, en 1950 le prix Mihály Munkácsy, en 1952 la distinction Érdemes művész (hu) (Artiste émérite), et en 1955 la distinction Kiváló művész (Artiste d'excellence).

## Bibliographie

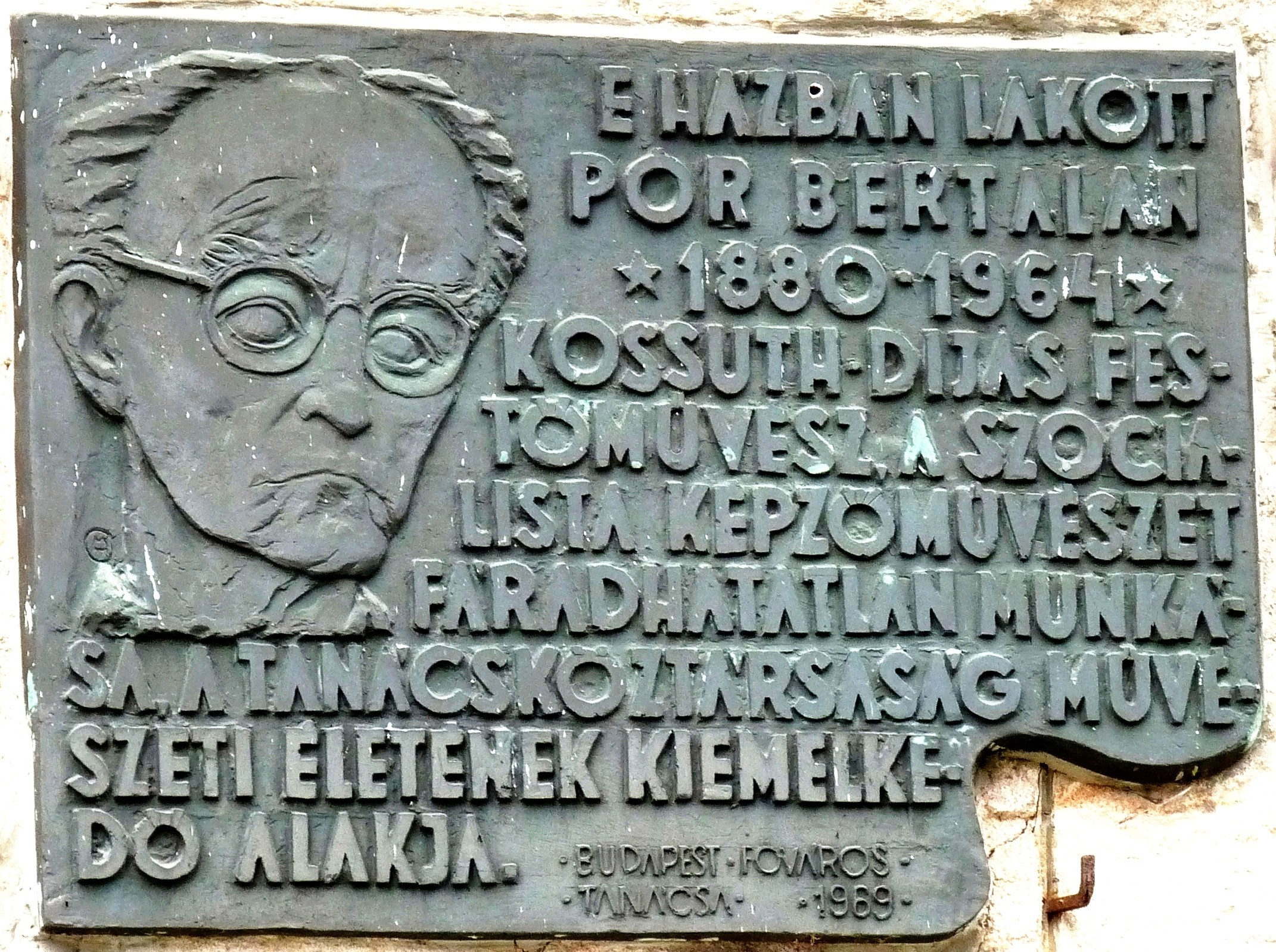
Plaque commémorative en hommage à Bertalan Pór, par Mihály Mészáros, 77 rue Pasaréti, Budapest.